# Biserica Creștină după Evanghelie

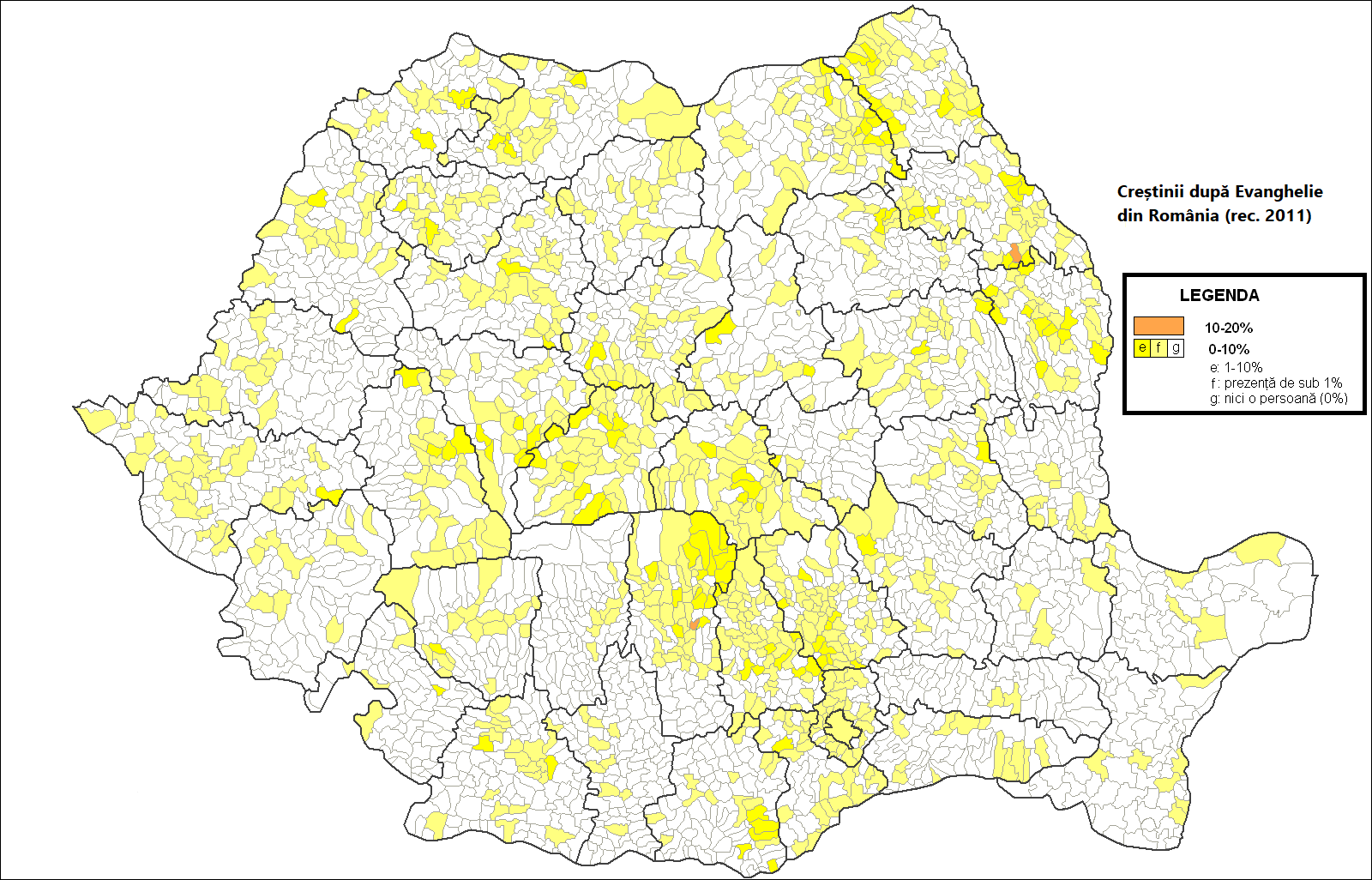
Creștinii după Evanghelie din România (2011)

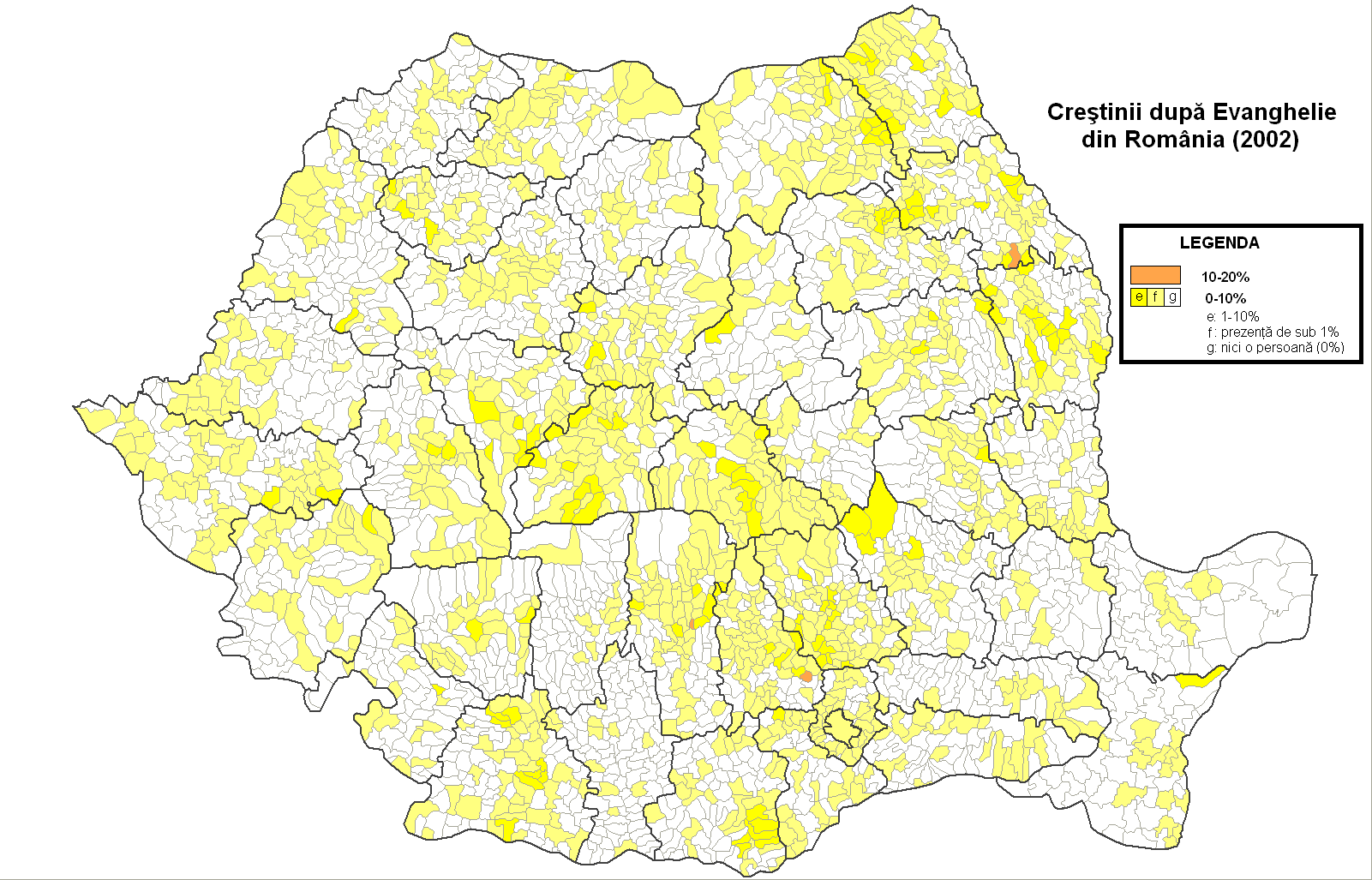
Biserica Creștină după Evanghelie din România (2002)

Biserica Creștină după Evanghelie, denumită și Cultul Creștin după Evanghelie, este o grupare creștină neoprotestantă, echivalentul în lumea anglo-saxonă fiind  Adunările Frățești (în engleză Plymouth Brethren, în germană Brüdergemeinden). 
Forul de conducere a fiecărei biserici locale este ceata prezbiterilor sau Sfatul de Frați (Sfatul Bătrânilor, al Prezbiterilor). 
Mai multe adunări (biserici locale) dintr-o zonă a țării se întrunesc periodic la Sfaturi Zonale iar acestea își aleg câte un reprezentant pentru Sfatul de Frați pe Țară. 
Creștinii după Evanghelie nu au păstori plătiți, ci lucrarea de păstorire spirituală revine tuturor fraților cu darul păstoririi, iar lucrarea de propovăduire revine fraților lucrători.
In ultimul timp au apărut si acesta categorie de lucrători plătiți .

## Structura organizatorică
Potrivit statutului cultului și principiilor creștine după Evanghelie, bisericile creștine după Evanghelie se organizează în mod autonom. Rolul celorlalte entități ale cultului este de a sprijini bisericile creștine după Evanghelie locale să-și îndeplinească menirea.
În total sunt 688 de biserici creștine după Evanghelie în România care fac parte din Uniunea Bisericilor Creștine după Evanghelie si in jur de 50,000 de credincioși care sunt membri sau aparținători ai acestor biserici.

### Comunitățile creștine după Evanghelie
Pe plan regional, fiecare biserică creștină după Evanghelie din cadrul cultului face parte dintr-o comunitate creștină după Evanghelie. Sunt 17 comunități plus Bisericile creștine după Evanghelie Maghiare din România. 
Comunitatea Zonală este o asociere a Bisericilor locale de pe raza unuia sau a mai multor județe limitrofe, realizată în scopul de a colabora la proclamarea Evangheliei, de a se sprijini reciproc în activitățile lor și de a avea un mijloc de reprezentare în fața autorităților și în relațiile cu Uniunea Creștinilor după Evanghelie.
Fiecare Biserică locală face parte dintr-o zonă. Participarea la proiectele zonei este opțională. În cadrul bisericilor Creștine după Evanghelie, in aceeași localitate nu pot funcționa două Comunități Zonale.

### Conducerea Cultului Creștinilor după Evanghelie
1. Conferința naționala este forul suprem de conducere al cultului. 
2. Consiliul National conduce cultul intre congrese. 
3.Uniunea Creștină după Evanghelie este forma naționala de reprezentare a intereselor Bisericilor Creștine după Evanghelie, servind ca un mijloc de slujire și asistență acordată Bisericilor Creștine după Evanghelie locale. Uniunea Creștină după Evanghelie nu este ierarhie ecleziastică.
4.Comitetul executiv conduce Uniunea Creștinilor după Evanghelie între întâlnirile Consiliului Uniunii.
5.Birourile Uniunii Bisericilor Creștine după Evanghelie. Birourile Uniunii Bisericilor Creștine după Evanghelie se află în București.